# Nemanja Majdov
Nemanja Majdov, cirill: Немања Мајдов (Pale, 1996. augusztus 10. –) világbajnok boszniai szerb cselgáncsozó.

## Pályafutása
1996. augusztus 10-én a Kelet-Szarajevó területéhez tartozó Paléban született.
A 2014-es nankingi ifjúsági olimpián vegyes csapatversenyben ezüstérmet szerzett. A 2017-es budapesti világbajnokságon 90 kg-os súlycsoportban aranyérmet nyert és ezzel a sportág egyik legfiatalabb világbajnoka lett. A 2019-es tokiói világbajnokságon ezüstérmes lett. Az Európa-bajnokságokon két ezüstérmet szerzett.

## Sikerei, díjai
- Ifjúsági olimpiai játékok – vegyes csapat
  - ezüstérmes: 2014, Nanking
- Világbajnokság – 90 kg
  - aranyérmes: 2017
  - bronzérmes: 2019
- Európa-bajnokság – 90 kg
  - ezüstérmes (2): 2018, 2020